# مارسيل هيرمان تيليس
مارسيل هيرمان تيليس (ولد في 23 فبراير 1950) مستثمر ورجل أعمال برازيلي. تيليس هو عضو مجلس إدارة AB InBev. تقدر ثروته بنحو 9.8 مليار دولار. وقالت مجلة فوربس إن تيليس كان قادرا على زيادة رأس ماله بمقدار مليار دولار منذ آخر مرة. وفقا للمجلة ، يحب ممارسة الغوص وقضاء وقت الفراغ في موناكو. 